# Fausta inconspecta
Fausta inconspecta là một loài ruồi trong họ Tachinidae.